# Coriolano Monti
Coriolano Monti (Perugia, 15 novembre 1815 – Firenze, 3 febbraio 1880) è stato un ingegnere e politico italiano.

## Biografia
Nacque a Perugia il 15 novembre 1815 da nobile famiglia. Per molti anni visse in ottime condizioni economiche ma in seguito a rovesci finanziari dovette iniziare giovanissimo a svolgere lavori manuali presso uno studio; contemporaneamente continuò i suoi studi a Perugia. Terminato il Ginnasio, seguì l'Accademia delle Belle Arti prendendo parte al premio triennale di architettura.
Dall'epoca preunitaria fino agli anni Settanta, il Monti si interessò della progettazione della rete ferroviaria italiana, campo in cui divenne un'autorità indiscussa e si distinse per la redazione di progetti in aree montuose ed impervie.
Dal 1865 alla morte, per quattro legislature consecutive, fu deputato alla Camera per il collegio di Perugia, mantenendo un ruolo indipendente.